# Nannophya pygmaea
Nannophya pygmaea (лат.) — вид стрекоз из семейства настоящих стрекоз (Libellulidae). Включён в Международную Красную книгу МСОП.

## Распространение
Южная и Юго-Восточная Азия: Индия, Индонезия, Китай, Корея, Малайзия, Непал, Папуа — Новая Гвинея, Таиланд, Тайвань, Япония, Филиппины. Находки из Австралии позднее были описаны как отдельный вид Nannophya paulsoni Theischinger, 2003. 

## Описание
Один из самых мелких в мире видов стрекоз: длина тела 15 мм, размах крыльев 20 мм. Самцы с ярко-красным брюшком. Личинки зеленовато-коричневые, около 1 см. Самки коричневые, с отметинами желтого и черного цвета на брюшке. Большая часть крыльев прозрачная, но их основание оранжево-желтое. Обитают на болотах и мелких водоёмах.
Самцы имеют охраняемую территорию, на которой поджидают самок. Лучшие территории, которые привлекают наибольшее количество самок, как правило, занимают самцы более крупных размеров и более молодые.

## Охранный статус
Сокращение численности связано с загрязнением окружающей среды и сельскохозяйственным использованием мест обитания.
- Самка сбоку
- Самка сверху
- Самец
- Стрекоза на орхидном растении Habenaria radiata